# Гусєва Антоніна Йосипівна
Антоніна Йосипівна Гусєва (1920 — ?) — радянська діячка, секретар Миколаївського обласного комітету КПУ, 1-й секретар Миколаївського обласного комітету ВЛКСМ. Кандидат філософських наук (1957)

## Біографія
Трудову діяльність розпочала в 1941 році. Працювала вчителькою хімії та біології в середній школі, завідувачем кабінету піонерської і позашкільної роботи інституту вдосконалення кваліфікації вчителів.
У 1944 році закінчила Воронезький державний університет.
Член ВКП(б) з 1945 року.
До 1946 року — інспектор шкіл Миколаївського обласного відділу народної освіти.
У 1946—1950 роках — секретар Миколаївського обласного комітету ВЛКСМ по школах.
У вересні 1950 — жовтні 1953 року — 1-й секретар Миколаївського обласного комітету ВЛКСМ.
З 1953 року навчалася в Академії суспільних наук при ЦК КПРС у Москві. У вересні 1957 року захистила кандидатську дисертацію в Академії суспільних наук при ЦК КПРС.
До 9 лютого 1960 року — завідувач відділу пропаганди і агітації Миколаївського обласного комітету КПУ.
9 лютого 1960 — 11 січня 1963 року — секретар Миколаївського обласного комітету КПУ з питань ідеології.
11 січня 1963 — 3 вересня 1964 року — секретар Миколаївського промислового обласного комітету КПУ — завідувач ідеологічного відділу Миколаївського промислового обласного комітету КПУ.
На 1976 рік — завідувач кафедри, доцент Миколаївського кораблебудівного інституту імені адмірала Макарова.

## Нагороди
- орден Трудового Червоного Прапора (7.03.1960)
- ордени
- медалі